# Championnat de France de rugby à XV de 2e division 1968-1969
Navigation
Championnat de France de 2e division 1967-1968 Championnat de France de 2e division 1969-1970
Le championnat de France de rugby à XV de 2e division 1968-1969 est l'antichambre de la première division. La compétition se déroule du mois de septembre 1968 au mois de mai 1969 en deux phases avec 64 équipes en compétitions. 
La première phase, se déroule en 8 poules de 8 équipes avec matchs aller-retour. 
Les clubs classés aux quatre premières places de chaque poule sont qualifiés pour les seizièmes et classés de 1 à 32. Les matchs, comme la finale, se jouent sur terrain neutre. Le club qui gagne en finale est déclaré vainqueur de la compétition et accède à la première division ainsi que les équipes qualifiées pour les quarts de finale.

## Phase de qualification
Les 4 premiers de chaque poule sont qualifiés pour les seizièmes de finale. Les derniers de chaque poule descendent en Troisième Division.
Tout score dépassant 20 points d'écart compte +20 pour le vainqueur et -20 pour le perdant à la différence de points.
Les équipes sont départagées par la différence de points marqués dans les matchs les opposants en cas d'égalité de points au classement entre deux ou plusieurs équipes.

### Poule A
| Clt | 1968/1969 - Deuxième Division - Poule A | Pts | Jou | Gag | Nul | Per | Pour | Cont | Différ |
| --- | --------------------------------------- | --- | --- | --- | --- | --- | ---- | ---- | ------ |
| 1.  | AS Roanne                               | 34  | 14  | 8   | 4   | 2   | 127  | 70   | +57    |
| 2.  | Paris UC                                | 33  | 14  | 9   | 1   | 4   | 230  | 109  | +112   |
| 3.  | CO Le Creusot                           | 30  | 14  | 7   | 2   | 5   | 167  | 94   | +59    |
| 4.  | USO Nevers                              | 29  | 14  | 7   | 1   | 6   | 106  | 126  | -19    |
| 5.  | US Bellegarde-Coupy                     | 28  | 14  | 6   | 2   | 6   | 124  | 125  | +3     |
| 6.  | St. Lorrain UC Nancy                    | 28  | 14  | 5   | 4   | 5   | 95   | 128  | -32    |
| 7.  | AS Mâcon                                | 23  | 14  | 3   | 3   | 8   | 106  | 170  | -54    |
| 8.  | CASG Paris                              | 19  | 14  | 2   | 1   | 11  | 77   | 210  | -126   |

### Poule B
| Clt | 1968/1969 - Deuxième Division - Poule B | Pts | Jou | Gag | Nul | Per | Pour | Cont | Différ |
| --- | --------------------------------------- | --- | --- | --- | --- | --- | ---- | ---- | ------ |
| 1.  | St. Bagnères-de-Bigorre                 | 36  | 14  | 11  | 0   | 3   | 202  | 74   | +113   |
| 2.  | Saint-Girons SC                         | 33  | 14  | 8   | 3   | 3   | 144  | 88   | +55    |
| 3.  | SA Mauléon                              | 29  | 14  | 6   | 3   | 5   | 98   | 92   | +6     |
| 4.  | SC Pamiers                              | 26  | 14  | 5   | 2   | 7   | 104  | 99   | +5     |
| 5.  | AS La Teste-de-Buch                     | 26  | 14  | 4   | 4   | 6   | 73   | 123  | -50    |
| 6.  | US Orthez                               | 25  | 14  | 5   | 1   | 8   | 97   | 102  | -5     |
| 7.  | UA Gujan-Mestras                        | 25  | 14  | 5   | 1   | 8   | 117  | 187  | -59    |
| 8.  | US Vic-en-Bigorre                       | 24  | 14  | 5   | 0   | 9   | 91   | 161  | -65    |

### Poule C
| Clt | 1968/1969 - Deuxième Division - Poule C | Pts | Jou | Gag | Nul | Per | Pour | Cont | Différ |
| --- | --------------------------------------- | --- | --- | --- | --- | --- | ---- | ---- | ------ |
| 1.  | CS Bourgoin-Jallieu                     | 35  | 14  | 9   | 3   | 2   | 192  | 68   | +89    |
| 2.  | ASP Police Paris                        | 34  | 14  | 9   | 2   | 3   | 187  | 95   | +62    |
| 3.  | Un. Montélimar Sp.                      | 32  | 14  | 9   | 0   | 5   | 136  | 82   | +50    |
| 4.  | SO Voiron                               | 30  | 14  | 7   | 3   | 4   | 138  | 97   | +16    |
| 5.  | ASPTT Paris                             | 29  | 14  | 6   | 3   | 5   | 94   | 81   | +13    |
| 6.  | SO Givors                               | 23  | 14  | 5   | 1   | 8   | 70   | 124  | -43    |
| 7.  | US Annecy                               | 20  | 14  | 3   | 0   | 11  | 100  | 151  | -53    |
| 8.  | RC Montceau-les-Mines                   | 18  | 14  | 2   | 0   | 12  | 68   | 287  | -134   |

### Poule D
| Clt | 1968/1969 - Deuxième Division - Poule D | Pts | Jou | Gag | Nul | Per | Pour | Cont | Différ |
| --- | --------------------------------------- | --- | --- | --- | --- | --- | ---- | ---- | ------ |
| 1.  | ES Avignon-Saint-Saturnin               | 0   | 0   | 0   | 0   | 0   | 0    | 0    | 0      |
| 2.  | JO Prades                               | 0   | 0   | 0   | 0   | 0   | 0    | 0    | 0      |
| 3.  | AS Bédarrides                           | 0   | 0   | 0   | 0   | 0   | 0    | 0    | 0      |
| 4.  | St. Pézenas                             | 0   | 0   | 0   | 0   | 0   | 0    | 0    | 0      |
| 5.  | RC Châteaurenard                        | 0   | 0   | 0   | 0   | 0   | 0    | 0    | 0      |
| 6.  | Céret Sp.                               | 0   | 0   | 0   | 0   | 0   | 0    | 0    | 0      |
| 7.  | St. Montpellier                         | 0   | 0   | 0   | 0   | 0   | 0    | 0    | 0      |
| 8.  | RC La Mure                              | 0   | 0   | 0   | 0   | 0   | 0    | 0    | 0      |

### Poule E
| Clt | 1968/1969 - Deuxième Division - Poule E | Pts | Jou | Gag | Nul | Per | Pour | Cont | Différ |
| --- | --------------------------------------- | --- | --- | --- | --- | --- | ---- | ---- | ------ |
| 1.  | St. Langon                              | 0   | 0   | 0   | 0   | 0   | 0    | 0    | 0      |
| 2.  | US Marmande                             | 0   | 0   | 0   | 0   | 0   | 0    | 0    | 0      |
| 3.  | Bordeaux EC                             | 0   | 0   | 0   | 0   | 0   | 0    | 0    | 0      |
| 4.  | UA Vic-Fézensac                         | 0   | 0   | 0   | 0   | 0   | 0    | 0    | 0      |
| 5.  | GS Figeac                               | 0   | 0   | 0   | 0   | 0   | 0    | 0    | 0      |
| 6.  | Peyrehorade Sp.                         | 0   | 0   | 0   | 0   | 0   | 0    | 0    | 0      |
| 7.  | Av. Aire-sur-l'Adour                    | 0   | 0   | 0   | 0   | 0   | 0    | 0    | 0      |
| 8.  | US Nérac                                | 0   | 0   | 0   | 0   | 0   | 0    | 0    | 0      |

### Poule F
| Clt | 1968/1969 - Deuxième Division - Poule F | Pts | Jou | Gag | Nul | Per | Pour | Cont | Différ |
| --- | --------------------------------------- | --- | --- | --- | --- | --- | ---- | ---- | ------ |
| 1.  | St. Rodez                               | 0   | 0   | 0   | 0   | 0   | 0    | 0    | 0      |
| 2.  | Av. Moissac                             | 0   | 0   | 0   | 0   | 0   | 0    | 0    | 0      |
| 3.  | US Thuir                                | 0   | 0   | 0   | 0   | 0   | 0    | 0    | 0      |
| 4.  | US Côte Vermeille                       | 0   | 0   | 0   | 0   | 0   | 0    | 0    | 0      |
| 5.  | US Carcassonne                          | 0   | 0   | 0   | 0   | 0   | 0    | 0    | 0      |
| 6.  | Toulouse UC                             | 0   | 0   | 0   | 0   | 0   | 0    | 0    | 0      |
| 7.  | USA Mirande                             | 0   | 0   | 0   | 0   | 0   | 0    | 0    | 0      |
| 8.  | St. Saint-Gaudens                       | 0   | 0   | 0   | 0   | 0   | 0    | 0    | 0      |

### Poule G
| Clt | 1968/1969 - Deuxième Division - Poule G | Pts | Jou | Gag | Nul | Per | Pour | Cont | Différ |
| --- | --------------------------------------- | --- | --- | --- | --- | --- | ---- | ---- | ------ |
| 1.  | St. Sainte-Foy-la-Grande                | 0   | 0   | 0   | 0   | 0   | 0    | 0    | 0      |
| 2.  | US Bergerac                             | 0   | 0   | 0   | 0   | 0   | 0    | 0    | 0      |
| 3.  | AS Saint-Junien                         | 0   | 0   | 0   | 0   | 0   | 0    | 0    | 0      |
| 4.  | RC Guéret                               | 0   | 0   | 0   | 0   | 0   | 0    | 0    | 0      |
| 5.  | St. Poitiers SC                         | 0   | 0   | 0   | 0   | 0   | 0    | 0    | 0      |
| 6.  | CA Sarlat                               | 0   | 0   | 0   | 0   | 0   | 0    | 0    | 0      |
| 7.  | UA Libourne                             | 0   | 0   | 0   | 0   | 0   | 0    | 0    | 0      |
| 8.  | AS Bort-les-Orgues                      | 0   | 0   | 0   | 0   | 0   | 0    | 0    | 0      |

### Poule H
| Clt | 1968/1969 - Deuxième Division - Poule H | Pts | Jou | Gag | Nul | Per | Pour | Cont | Différ |
| --- | --------------------------------------- | --- | --- | --- | --- | --- | ---- | ---- | ------ |
| 1.  | AS Soustons                             | 0   | 0   | 0   | 0   | 0   | 0    | 0    | 0      |
| 2.  | US Salles                               | 0   | 0   | 0   | 0   | 0   | 0    | 0    | 0      |
| 3.  | SA Bordeaux-Mérignac                    | 0   | 0   | 0   | 0   | 0   | 0    | 0    | 0      |
| 4.  | St. Bordeaux UC                         | 0   | 0   | 0   | 0   | 0   | 0    | 0    | 0      |
| 5.  | Boucau St.                              | 0   | 0   | 0   | 0   | 0   | 0    | 0    | 0      |
| 6.  | SA Hagetmau                             | 0   | 0   | 0   | 0   | 0   | 0    | 0    | 0      |
| 7.  | St. Nantes UC                           | 0   | 0   | 0   | 0   | 0   | 0    | 0    | 0      |
| 8.  | RC Trignac                              | 0   | 0   | 0   | 0   | 0   | 0    | 0    | 0      |

## Phase finale

### Seizièmes de finale
| 16/03/1969 | CO Le Creusot | 13 - 8 | Saint Girons SC | Chateaurenard |
| 16/03/1969 |               |        |                 | Chateaurenard |
| 16/03/1969 |               |        |                 | Chateaurenard |

| 16/03/1969 | US Bergerac | 9 - 3 | SA Bordeaux Mérignac | Libourne |
| 16/03/1969 |             |       |                      | Libourne |
| 16/03/1969 |             |       |                      | Libourne |

| 16/03/1969 | AS Saint Junien | 9 - 3 | US Salles | Mussidan |
| 16/03/1969 |                 |       |           | Mussidan |
| 16/03/1969 |                 |       |           | Mussidan |

| 16/03/1969 | JO Prades | 9 - 6 (AP) | Bordeaux EC | Castelsarrasin |
| 16/03/1969 |           |            |             | Castelsarrasin |
| 16/03/1969 |           |            |             | Castelsarrasin |

| 16/03/1969 | Stade bagnérais | 12 - 6 | Stade piscénois (Pézenas) | Foix |
| 16/03/1969 |                 |        |                           | Foix |
| 16/03/1969 |                 |        |                           | Foix |

| 16/03/1969 | UA Vic | 11 - 0 | AS Roanne | Terrasson |
| 16/03/1969 |        |        |           | Terrasson |
| 16/03/1969 |        |        |           | Terrasson |

| 16/03/1969 | stade foyen | 5 - 3 | Stade olympique voironnais | Montluçon |
| 16/03/1969 |             |       |                            | Montluçon |
| 16/03/1969 |             |       |                            | Montluçon |

| 16/03/1969 | AS Soustons | 25 - 3 | Union sportive Côte Vermeille | Auch |
| 16/03/1969 |             |        |                               | Auch |
| 16/03/1969 |             |        |                               | Auch |

| 16/03/1969 | CS Bourgoin-Jallieu | 16 - 3 | USON Nevers | Mâcon |
| 16/03/1969 |                     |        |             | Mâcon |
| 16/03/1969 |                     |        |             | Mâcon |

| 16/03/1969 | Stade langonnais | 17 - 6 | RC Guéret (Guéret) | Poitiers |
| 16/03/1969 |                  |        |                    | Poitiers |
| 16/03/1969 |                  |        |                    | Poitiers |

| 16/03/1969 | ES Avignon | 20 - 12 | CS Pamiers | Carcassonne |
| 16/03/1969 |            |         |            | Carcassonne |
| 16/03/1969 |            |         |            | Carcassonne |

| 16/03/1969 | PUC | 9 - 3(AP) | Union sportive thuirinoise | Decazeville |
| 16/03/1969 |     |           |                            | Decazeville |
| 16/03/1969 |     |           |                            | Decazeville |

| 16/03/1969 | Union montilienne sportive rugby | 9 - 3 | Avenir Moissac | Béziers |
| 16/03/1969 |                                  |       |                | Béziers |
| 16/03/1969 |                                  |       |                | Béziers |

| 16/03/1969 | SA Mauléon | 12 - 6 | AS Police de Paris (ASPP) | Langon |
| 16/03/1969 |            |        |                           | Langon |
| 16/03/1969 |            |        |                           | Langon |

| 16/03/1969 | stade ruthénois | 17 - 9 | SBUC | Cahors |
| 16/03/1969 |                 |        |      | Cahors |
| 16/03/1969 |                 |        |      | Cahors |

| 16/03/1969 | US Marmande | 8 - 0 | AS Bédarrides | Quillan |
| 16/03/1969 |             |       |               | Quillan |
| 16/03/1969 |             |       |               | Quillan |

### Huitièmes de finale
| 30/03/1969 | PUC | 20 - 12 | AS Soustons | Nantes |
| 30/03/1969 |     |         |             | Nantes |
| 30/03/1969 |     |         |             | Nantes |

| 30/03/1969 | SA Mauléon | 6 - 5 | Stade langonnais | Peyrehorade |
| 30/03/1969 |            |       |                  | Peyrehorade |
| 30/03/1969 |            |       |                  | Peyrehorade |

| 30/03/1969 | JO Prades | 6 - 0 | stade foyen | Montréjeau |
| 30/03/1969 |           |       |             | Montréjeau |
| 30/03/1969 |           |       |             | Montréjeau |

| 30/03/1969 | US Bergerac | 5 - 3 | CS Bourgoin-Jallieu | Guéret |
| 30/03/1969 |             |       |                     | Guéret |
| 30/03/1969 |             |       |                     | Guéret |

| 30/03/1969 | Stade bagnérais | 14 - 12 | US Marmande | Moissac |
| 30/03/1969 |                 |         |             | Moissac |
| 30/03/1969 |                 |         |             | Moissac |

| 30/03/1969 | ES Avignon | 20 - 6 | Union montilienne sportive rugby | Valreas |
| 30/03/1969 |            |        |                                  | Valreas |
| 30/03/1969 |            |        |                                  | Valreas |

| 30/03/1969 | AS Saint Junien | 9 - 6 | UA Vic | Sainte-Foy |
| 30/03/1969 |                 |       |        | Sainte-Foy |
| 30/03/1969 |                 |       |        | Sainte-Foy |

| 30/03/1969 | CO le Creusot | 5 - 3 | stade ruthénois | Issoire |
| 30/03/1969 |               |       |                 | Issoire |
| 30/03/1969 |               |       |                 | Issoire |

### Quarts de finale
Les clubs participants aux quarts de finale joueront en 1re division la saison prochaine
| 20/04/1969 | PUC | 6 - 0 | US Bergerac | Cognac |
| 20/04/1969 |     |       |             | Cognac |
| 20/04/1969 |     |       |             | Cognac |

| 20/04/1969 | Stade bagnérais | 9 - 6 | JO Prades | Foix |
| 20/04/1969 |                 |       |           | Foix |
| 20/04/1969 |                 |       |           | Foix |

| 20/04/1969 | SA mauléon | 11 - 9 | ES Avignon | Graulhet |
| 20/04/1969 |            |        |            | Graulhet |
| 20/04/1969 |            |        |            | Graulhet |

| 20/04/1969 | AS Saint Junien | 8 - 3 | CO le Creusot | Roanne |
| 20/04/1969 |                 |       |               | Roanne |
| 20/04/1969 |                 |       |               | Roanne |

### Demi-finales
| 04/05/1969 | PUC | 5 - 3 | Stade bagnérais | Rodez |
| 04/05/1969 |     |       |                 | Rodez |
| 04/05/1969 |     |       |                 | Rodez |

| 04/05/1969 | SA Mauléon | 17 - 3 | AS Saint Junien | Bergerac |
| 04/05/1969 |            |        |                 | Bergerac |
| 04/05/1969 |            |        |                 | Bergerac |

### Finale
| 18/05/1969 | PUC | 17 - 14 | SA Mauleon | Bègles |
| 18/05/1969 |     |         |            | Bègles |
| 18/05/1969 |     |         |            | Bègles |